# Lutjewinkel
Lutjewinkel is een dorp in de gemeente Hollands Kroon in de provincie Noord-Holland. Het kent ongeveer 780 inwoners.

## Beschrijving
Lutjewinkel is ontstaan uit de groei van Winkel, al vrij vroeg in de geschiedenis van die plaats. De naam is er ook van afgeleid, lutje betekent klein. Tot 1970 vormde Lutjewinkel tezamen met Winkel de gemeente Winkel.
Lutjewinkel is vooral bekend van de kaasfabriek die in het dorp is gevestigd, deze brandde in 2004 vrijwel geheel af maar werd herbouwd. Het dorp kent enkele monumentale boerderijen.
In de nabijheid van Lutjewinkel ligt een drietal buurtschappen. Net ten noordwesten van het dorp ligt De Weere, ten oosten ligt Mientbrug en ten westen van het dorp ligt Wateringskant.

## Geboren in Lutjewinkel
- Mustafa Marghadi (1983), televisiepresentator
- Ab van 't Riet (1921-1945), verzetsstrijder

## Afbeeldingengalerij

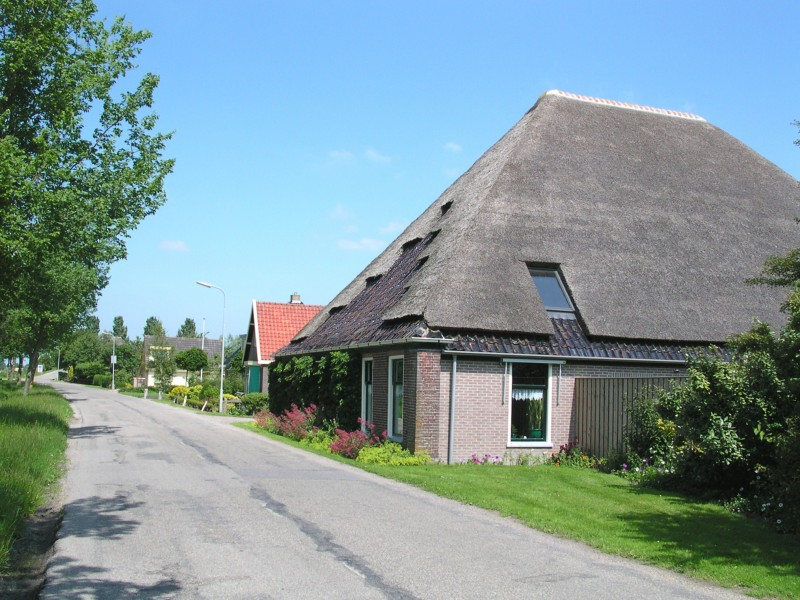
Mientweg
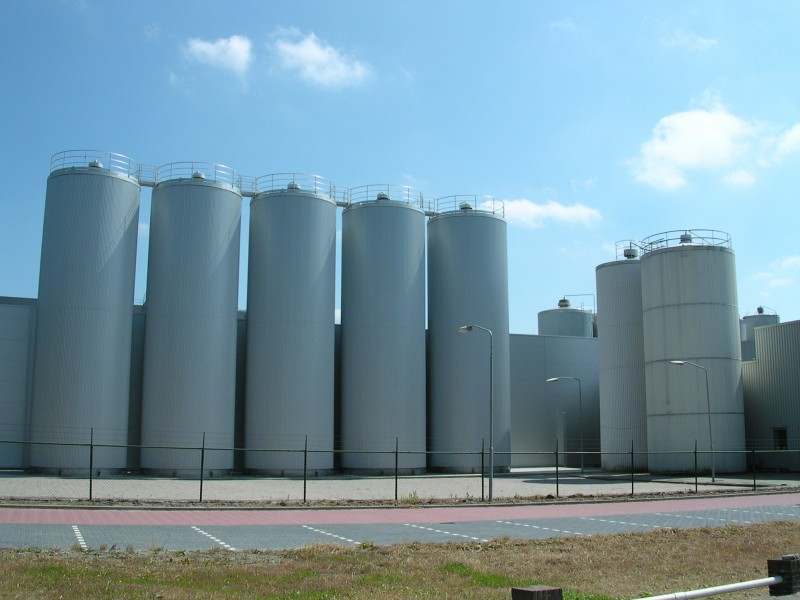
De kaasfabriek
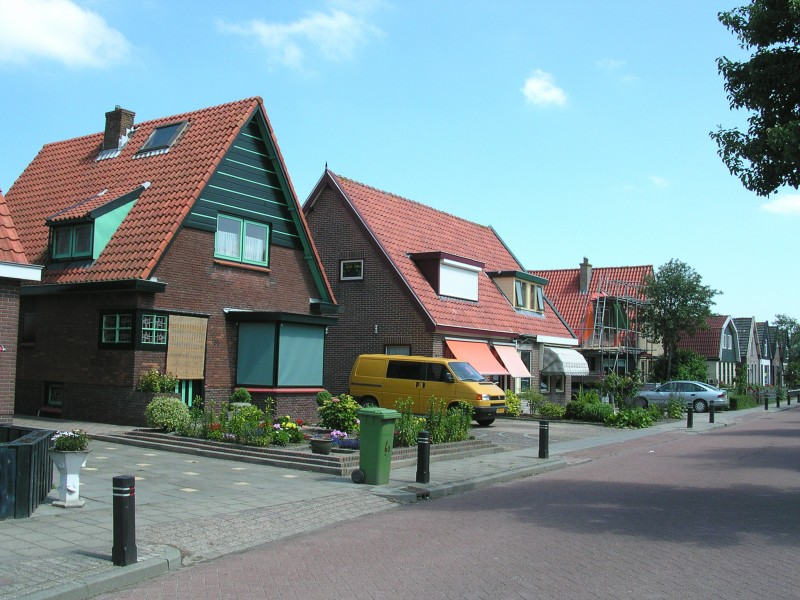
Woningen in het dorp

Dorpen en gehuchten: Anna Paulowna · Barsingerhorn · Breezand · Den Oever · Haringhuizen · Hippolytushoef · De Haukes · Kleine Sluis · Kolhorn · Kreil · Kreileroord · Lutjewinkel · Middenmeer · Moerbeek · Nieuwe Niedorp · Nieuwesluis · Oosterklief · Oosterland · Oude Niedorp · Slootdorp · Smerp · Stroe · De Strook · Terdiek · Tolke (deels) · Van Ewijcksluis · Vatrop · 't Veld · Verlaat (deels) · Westerklief · Westerland · Wieringerwaard · Wieringerwerf · Winkel · Zijdewind

Buurtschappen: Blokhuizen · Dam · De Belt · De Bomen · De Elft · Emaus · Gelderse Buurt · De Gest · Groetpolder · Hanedoes · De Heid · De Hoelm · Hogebieren · Hollebalg · De Kampen · Langereis (deels) · De Leijen · Lutjekolhorn · Mientbrug · Noord-Stroe · Noordburen · Noorderbuurt · De Normer · Poolland · Spoorbuurt · Tin · Vennik (deels) · Wateringskant · De Weel (deels) · De Weere · Westeinde  · Zandburen

Noord-Holland: Steden en dorpen    Nederland: Provincies · Gemeenten